# 中型千屈菜
中型千屈菜（学名：Lythrum intermedium），为千屈菜科千屈菜属下的一个植物种。